# چشم‌آبی واگلکوپ
چشم‌آبی فوخل‌کپ (نام علمی: Pseudomugil reticulatus) نام یک گونه از سرده ماهی‌های چشم‌آبی است.